# Лысогорка (Чемеровецкий район)
Лысогорка (укр. Лисогірка) — село в Чемеровецком районе Хмельницкой области Украины.
Население по переписи 2001 года составляло 112 человек. Почтовый индекс — 31610. Телефонный код — 3859. Занимает площадь 0,338 км². Код КОАТУУ — 6825280802.

## Местный совет
31610, Хмельницкая обл., Чемеровецкий р-н, с. Вився, ул. Ленина, 45